# Vaprio d'Agogna
Vaprio d'Agogna é uma comuna italiana da região do Piemonte, província de Novara, com cerca de 948 habitantes. Estende-se por uma área de 10 km², tendo uma densidade populacional de 95 hab/km². Faz fronteira com Barengo, Cavaglietto, Mezzomerico, Momo, Oleggio, Suno.

## Demografia
| Variação demográfica do município entre 1861 e 2011                               |
|                                                                                   |
| Fonte: Istituto Nazionale di Statistica (ISTAT) - Elaboração gráfica da Wikipedia |